# Rooney Mara
Patricia Rooney Mara (Bedford, New York, 1985. április 17. –) ír származású amerikai színésznő. 
2005-ben szerepelt először filmvásznon, első főszerepét pedig a Rémálom az Elm utcában című 2010-es horrorfilmben kapta. A film nem hozott számára osztatlan sikert, amit azonban David Fincherrel való közreműködéseivel elért. 2010-ben a Facebook alapításáról szóló Social Network – A közösségi háló című filmben Erica Albright szerepét alakította, majd egy évre rá A tetovált lány címszereplőjeként Oscar-díjra jelölték. 
Színészi karrierjén kívül ismert jótékonysági munkájáról is, 2010-ben létrehozott egy segélyszervezetet Kenyában.

## Fiatalkora és családja
A New York állambeli Bedfordban született és nőtt fel, Timothy Christopher Mara és Kathleen McNulty lányaként. Három testvére van, Daniel, Conor és a szintén színésznő Kate. Mara családja mindkét ágáról ír felmenőkkel rendelkezik, azonban anyai nagyanyja révén olasz vér is folyik az ereiben. Apai nagyapja Wellington Mara, a New York Giants egyik tulajdonosa volt hosszú éveken át.

## Színészi pályafutása
Miután 2003-ban leérettségizett, Dél-Amerikában töltött négy hónapot, járt Peruban, Ecuadorban és Bolíviában is. 2010-ben diplomát szerzett egy New York-i egyetemen, ahol pszichológiát és politikát hallgatott éveken át. Ez idő alatt már több filmben is kapott szerepet, ezek közül ismertebb a 2009-es Lázongó ifjúság. A Rémálom az Elm utcában főszerepe után azt nyilatkozta, hogy ha továbbra is ilyen semmis szerepeket kap, inkább felhagy a színészettel. Marát bevallása szerint a 30-as, 40-es évek filmművészete, valamint Gena Rowlands terelte a színészpályára.
2010 végén mutatták be David Fincher Social Network – A közösségi háló című filmjét, mely azonnal egy olyan jelenettel indít, melyben Erica Albright és a Jesse Eisenberg által megformált Mark Zuckerberg kerül éles szóváltásba. A film forgatókönyvében kilenc oldalon keresztül folyik ez a beszélgetés. A kritikusok dicsérték Mara alakítását,[forrás?] azonban eddigi legnagyobb kritikai sikere csak A tetovált lány után következett. 2010 nyarán Lisbeth Salander szerepét Natalie Portman, Jennifer Lawrence, Scarlett Johansson és Carey Mulligan elől szerezte meg. A deviáns hacker karakteréért erős fizikai változáson is átment, haját levágták és befestették feketére, szemöldökét kiszőkítették, valamint a saját döntéseként igazi piercingeket raktak a testén több helyre. Salander megformálásáért Golden Globe-díj-ra és Oscar-díjra is jelölték.
2013-ban feltűnt Soderbergh Mellékhatások című filmjének főszereplőjeként, valamint Spike Jonze A nő című filmjében Joaquin Phoenix mellett. 2018-ban Mária Magdolnát alakította az azonos című filmben.

## Filmográfia

### Film
| Év   | Magyar cím                        | Eredeti cím                           | Szerep             | Magyar hang     |
| ---- | --------------------------------- | ------------------------------------- | ------------------ | --------------- |
| 2005 | Rémségek könyve 3. – Véres kor    | Urban Legends: Bloody Mary            | lány a tanteremben |                 |
| 2008 | Álomfiú                           | Dream Boy                             | Evelyn             |                 |
| 2009 |                                   | Dare                                  | Courtney           |                 |
| 2009 | Nyerő csapat                      | The Winning Season                    | Wendy Webber       |                 |
| 2009 |                                   | Friends (With Benefits)               | Tara               |                 |
| 2009 | Lázongó ifjúság                   | Youth in Revolt                       | Taggarty           | Tamási Nikolett |
| 2009 |                                   | Tanner Hall                           | Fernanda           |                 |
| 2010 | Rémálom az Elm utcában            | A Nightmare on Elm Street             | Nancy Thompson     | Bánfalvi Eszter |
| 2010 | Social Network – A közösségi háló | The Social Network                    | Erica Albright     | Csuha Bori      |
| 2011 | A tetovált lány                   | The Girl with the Dragon Tattoo       | Lisbeth Salander   | Bánfalvi Eszter |
| 2013 | Vétkező szentek                   | Ain't Them Bodies Saints              | Ruth Guthrie       | Bánfalvi Eszter |
| 2013 | Mellékhatások                     | Side Effects                          | Emily Taylor       | Bánfalvi Eszter |
| 2013 | A nő                              | Her                                   | Catherine Klausen  | Zsigmond Tamara |
| 2014 | Szeméttelep                       | Trash                                 | Olivia nővér       | Bánfalvi Eszter |
| 2015 | Carol                             | Carol                                 | Therese Belivet    | Bánfalvi Eszter |
| 2015 | Pán                               | Pan                                   | Tigrisliliom       | Csuha Bori      |
| 2016 | Kubo és a varázshúrok             | Kubo and the Two Strings              | A nővérek (hangja) | Kis-Kovács Luca |
| 2016 | Una                               | Una                                   | Una Spencer        | Bánfalvi Eszter |
| 2016 | Oroszlán                          | Lion                                  | Lucy               | Bánfalvi Eszter |
| 2016 | Egy eltitkolt élet                | The Secret Scripture                  | Rose               | Csifó Dorina    |
| 2017 |                                   | The Discovery                         | Isla               |                 |
| 2017 | Kísértettörténet                  | A Ghost Story                         | M                  | Bánfalvi Eszter |
| 2017 | Daltól dalig                      | Song to Song                          | Faye               | Csuha Bori      |
| 2018 | Nyugi, gyalog nem jut messzire    | Don't Worry, He Won't Get Far on Foot | Annu               | Bartsch Kata    |
| 2018 | Mária Magdolna                    | Mary Magdalene                        | Mária Magdolna     | Bánfalvi Eszter |
| 2021 | Rémálmok sikátora                 | Nightmare Alley                       | Molly Cahill       | Bánfalvi Eszter |
| 2022 | A nők beszélnek                   | Women Talking                         | Ona Friesen        |                 |

### Televízió
| Év   | Magyar cím                               | Eredeti cím                       | Szerep         | Megjegyzések |
| ---- | ---------------------------------------- | --------------------------------- | -------------- | ------------ |
| 2006 | Esküdt ellenségek: Különleges ügyosztály | Law & Order: Special Victims Unit | Jessica DeLay  | 1 epizód     |
| 2007 | Született nyomozók                       | Women's Murder Club               | Alexis Sherman | 1 epizód     |
| 2008 | The Cleaner – A Független                | The Cleane}                       | Rebecca Smith  | 1 epizód     |
| 2009 | Vészhelyzet                              | ER                                | Megan          | 2 epizód     |

## Díjak és jelölések
Carol
- 2016: Oscar-díj a legjobb női mellékszereplőnek (jelölés)
- 2016: Golden Globe-díj a legjobb női főszereplőnek – filmdráma (jelölés)
- 2016: BAFTA-díj a legjobb női mellékszereplőnek (jelölés)
- 2015: Legjobb női alakítás díja (cannes-i fesztivál)

A tetovált lány
- 2012: Oscar-díj a legjobb női főszereplőnek (jelölés)
- 2012: Golden Globe-díj a legjobb női főszereplőnek – filmdráma (jelölés)